# Lomandra caespitosa
Lomandra caespitosa là một loài thực vật có hoa trong họ Măng tây. Loài này được (Benth.) Ewart mô tả khoa học đầu tiên năm 1916.